# Świętokrzyska (stacja metra)
Świętokrzyska – stacja przesiadkowa pomiędzy liniami M1 i M2 warszawskiego metra, znajdująca się w dzielnicy Śródmieście, pod skrzyżowaniem ulic Marszałkowskiej i Świętokrzyskiej. Stacja jest zintegrowana z budynkiem Centrum Marszałkowska.
Stacja I linii według pierwotnego harmonogramu budowy uchwalonego w 1982 miała zostać uruchomiona w 1992. Następnie termin ten był kilkukrotnie przekładany i w 1993 został ustalony na 1998. Ostatecznie decyzja o budowie stacji zapadła w 1996. Zgodnie z nowo obranym harmonogramem prace powinny zacząć się w 1997, ale ze względu na protesty kupców mających swoje pawilony nad przyszłą stacją zostały one opóźnione i rozpoczęły się w 1998. W tym samym roku przy drążeniu tunelu za stacją miał miejsce pierwszy śmiertelny wypadek przy budowie warszawskiego metra, który wstrzymał roboty na trzy miesiące. Ostatecznie budowa zakończyła się w październiku 2000, a 11 maja 2001 przystanek został włączony do eksploatacji wraz ze stacją Ratusz.
Projekt stacji II linii opracowano w 2008. W maju 2011 uzyskano pozwolenie na jej budowę, którą rozpoczęto w kwietniu 2012. Była ona związana z licznymi utrudnieniami zarówno w ruchu drogowym na powierzchni, jak i w kursowaniu pociągów na I linii. 30 września 2014 wykonawca zgłosił stację jako gotową do odbiorów technicznych, a 20 lutego 2015 otrzymała ona pozwolenie na użytkowanie. 8 marca 2015 stacja została oddana do użytku.

## Historia

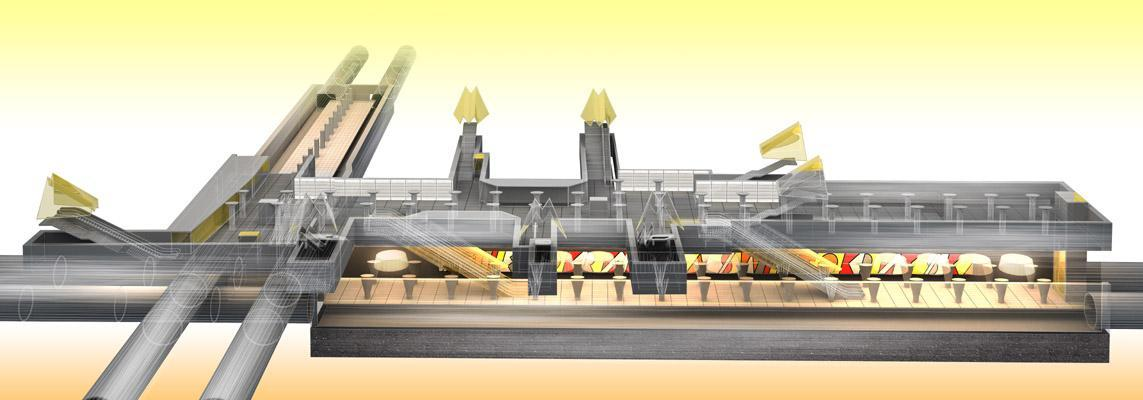
Wstępny projekt stacji linii M2 autorstwa Andrzeja Chołdzyńskiego (2008)

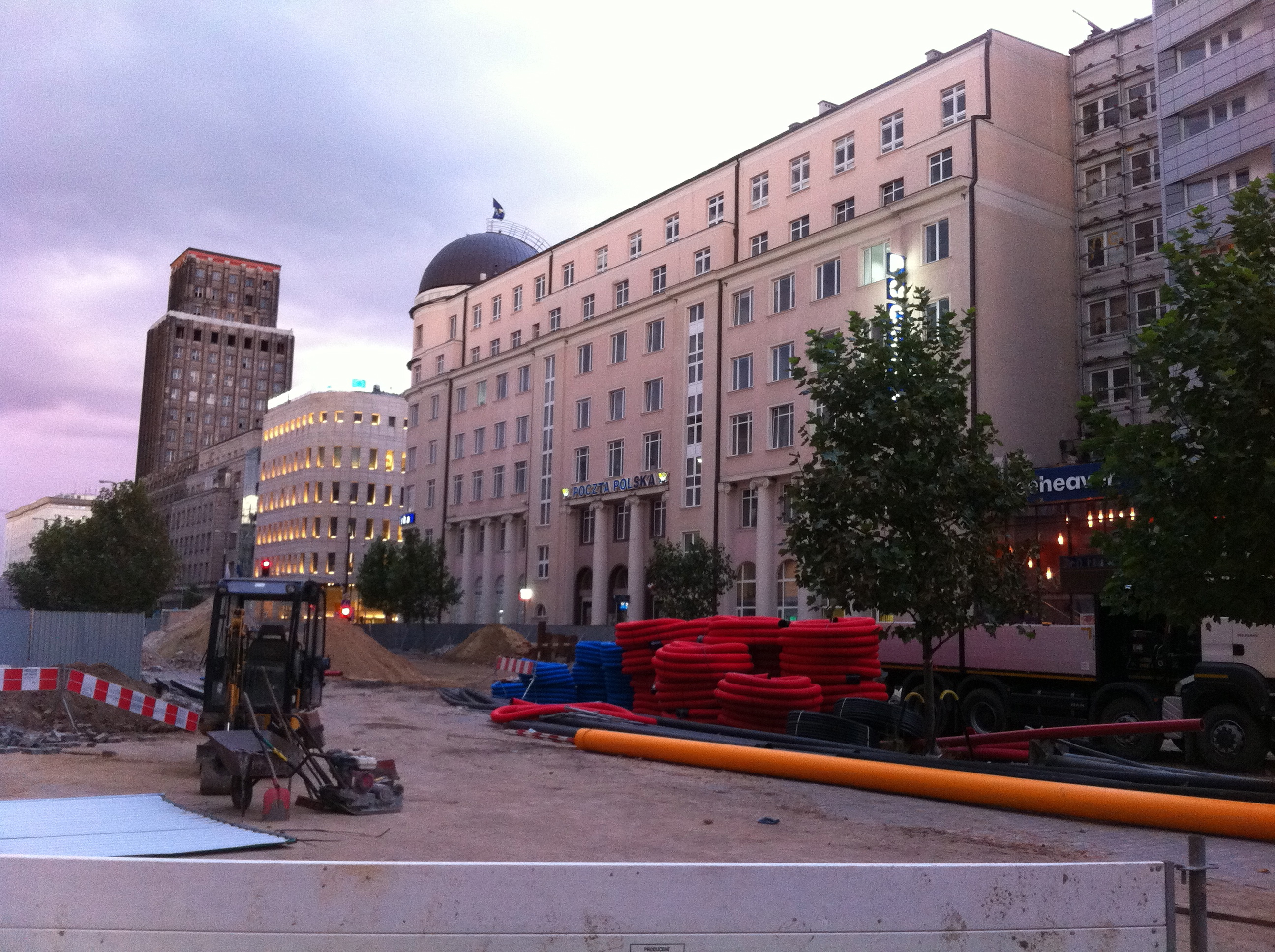
Zaplecze budowy stacji linii M2 (13 października 2011)

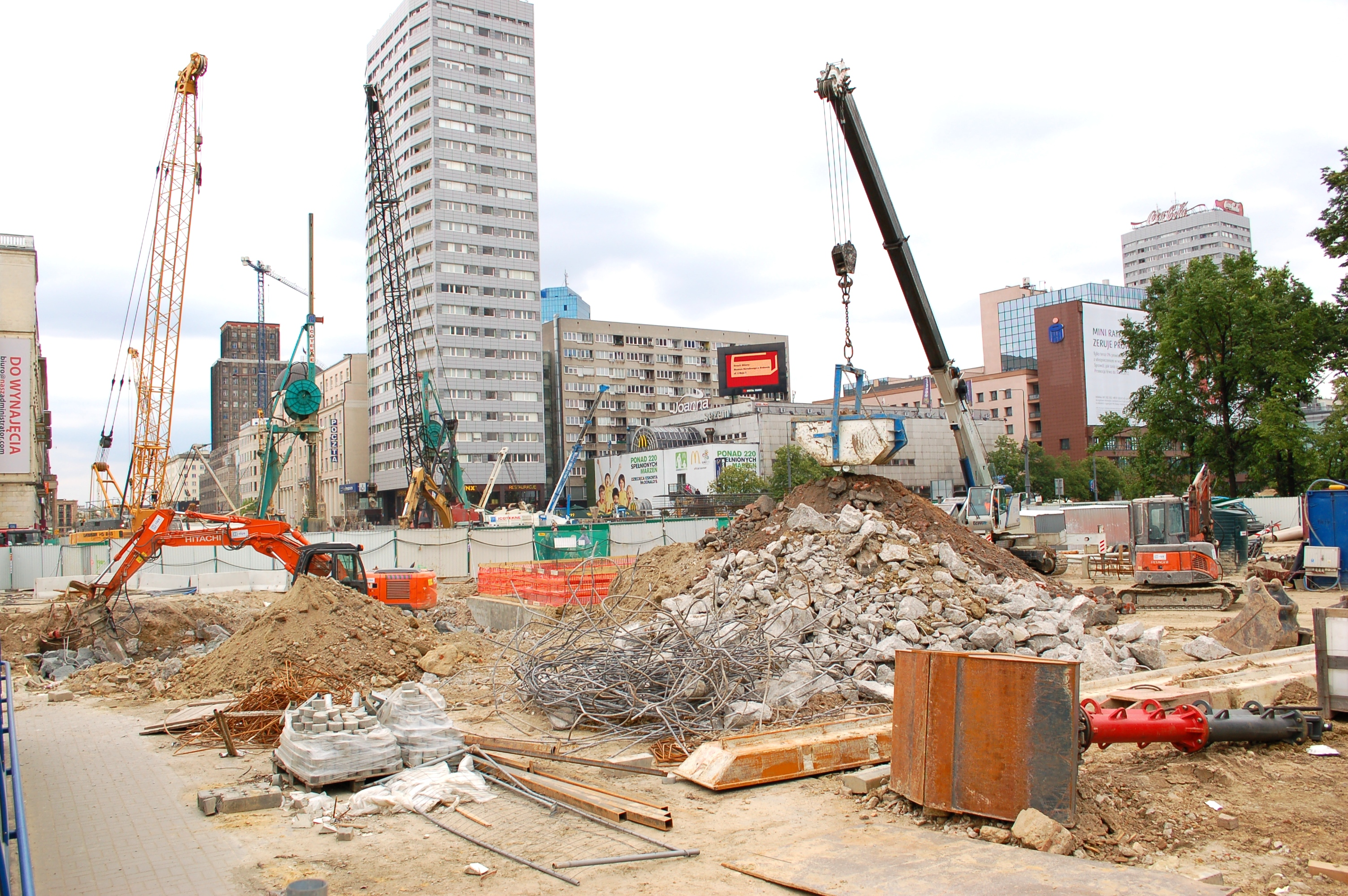
Budowa głowicy zachodniej stacji linii M2 (7 czerwca 2012)

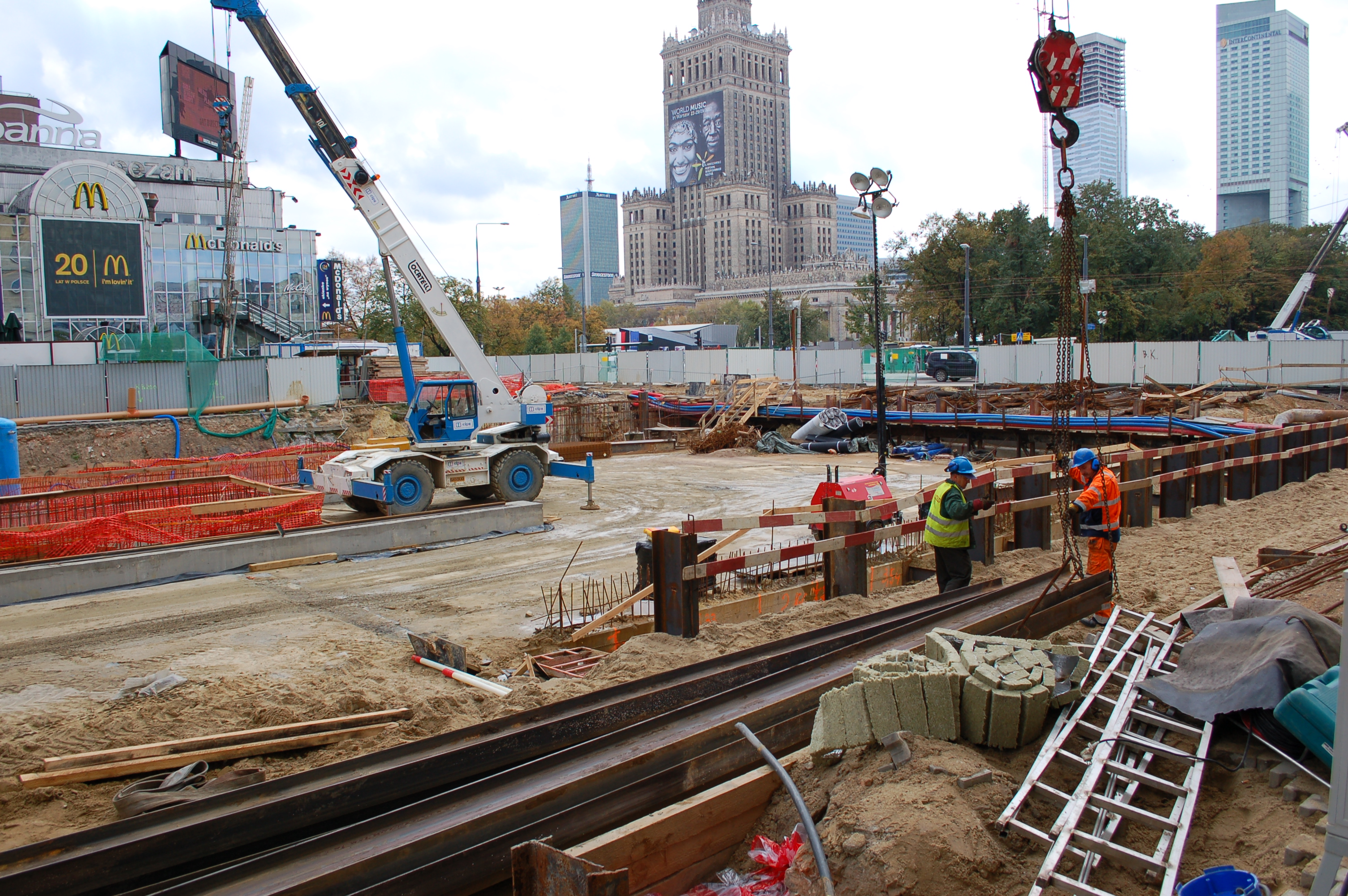
Budowa głowicy wschodniej stacji linii M2 (28 września 2012)

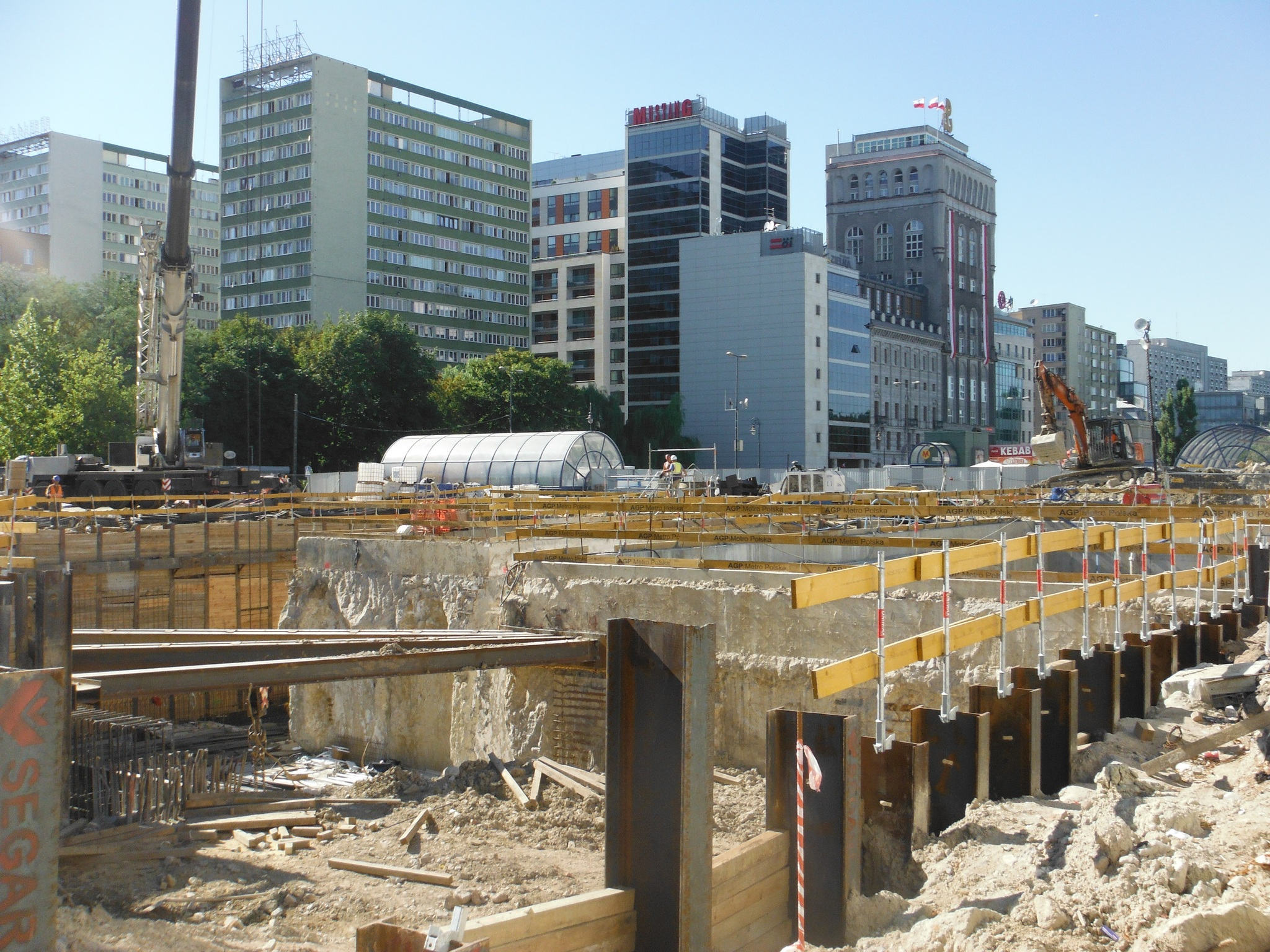
Budowa głowicy zachodniej stacji linii M2 (3 sierpnia 2013)

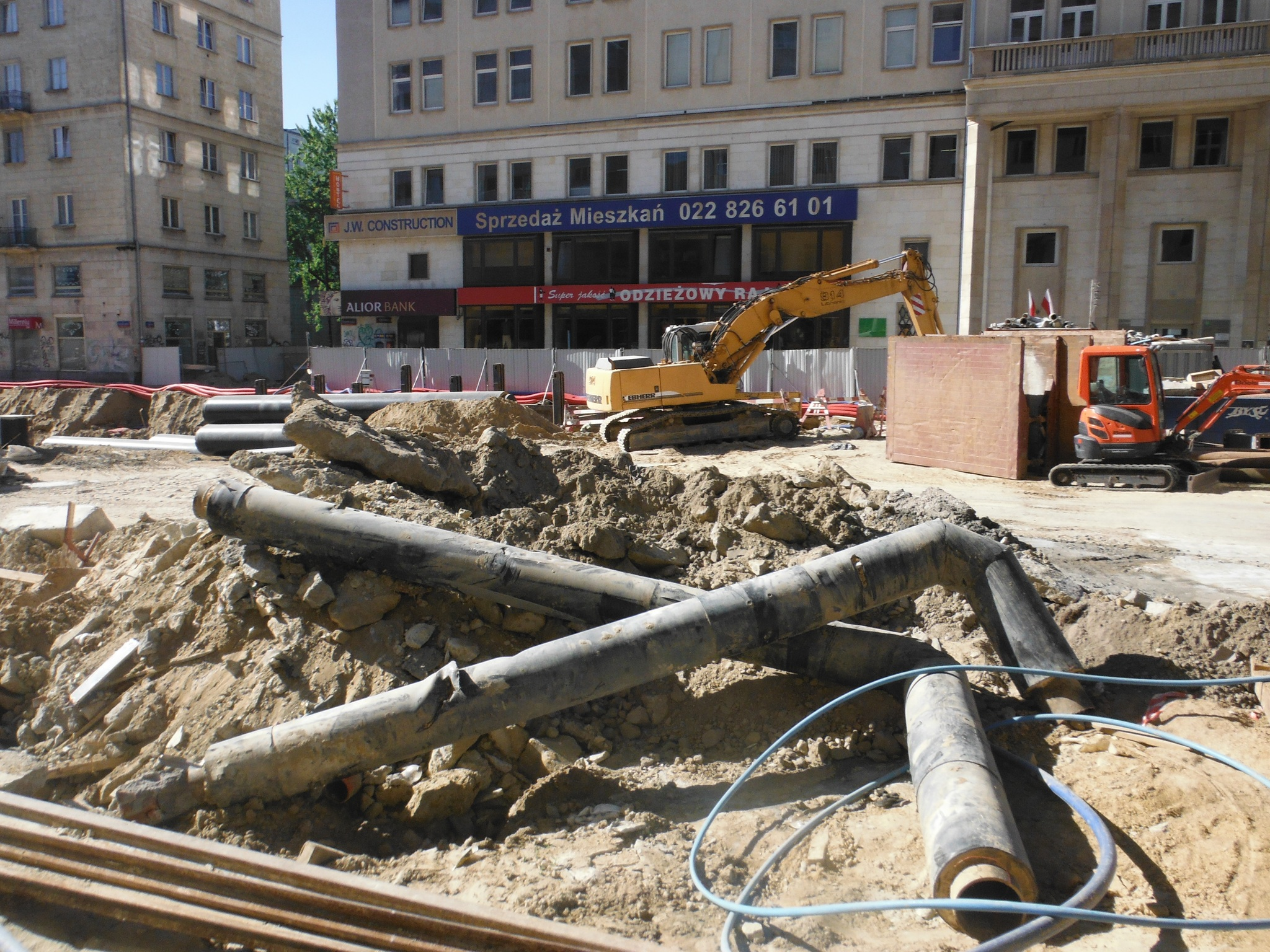
Budowa głowicy wschodniej stacji linii M2 (3 sierpnia 2013)

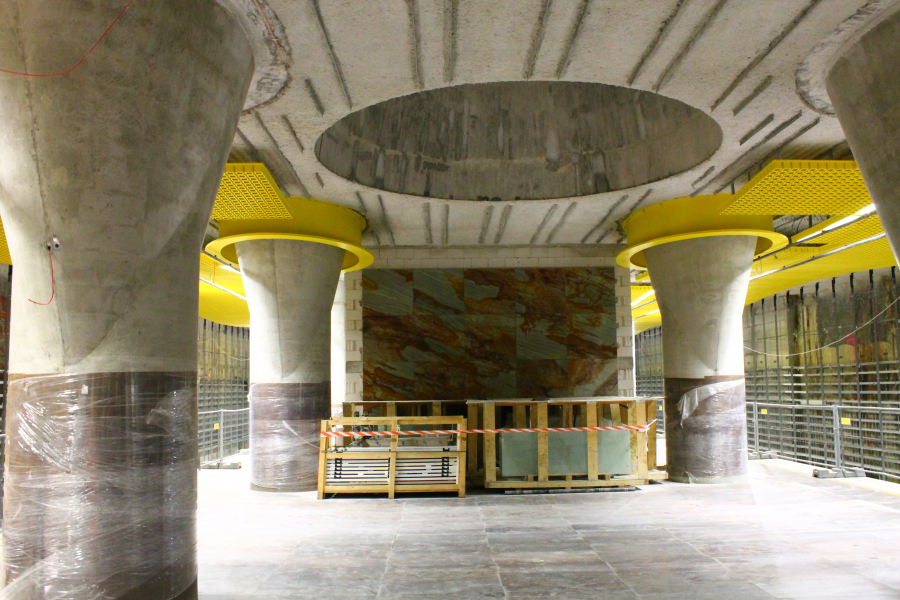
Peron stacji linii M2 w budowie (27 lipca 2014)

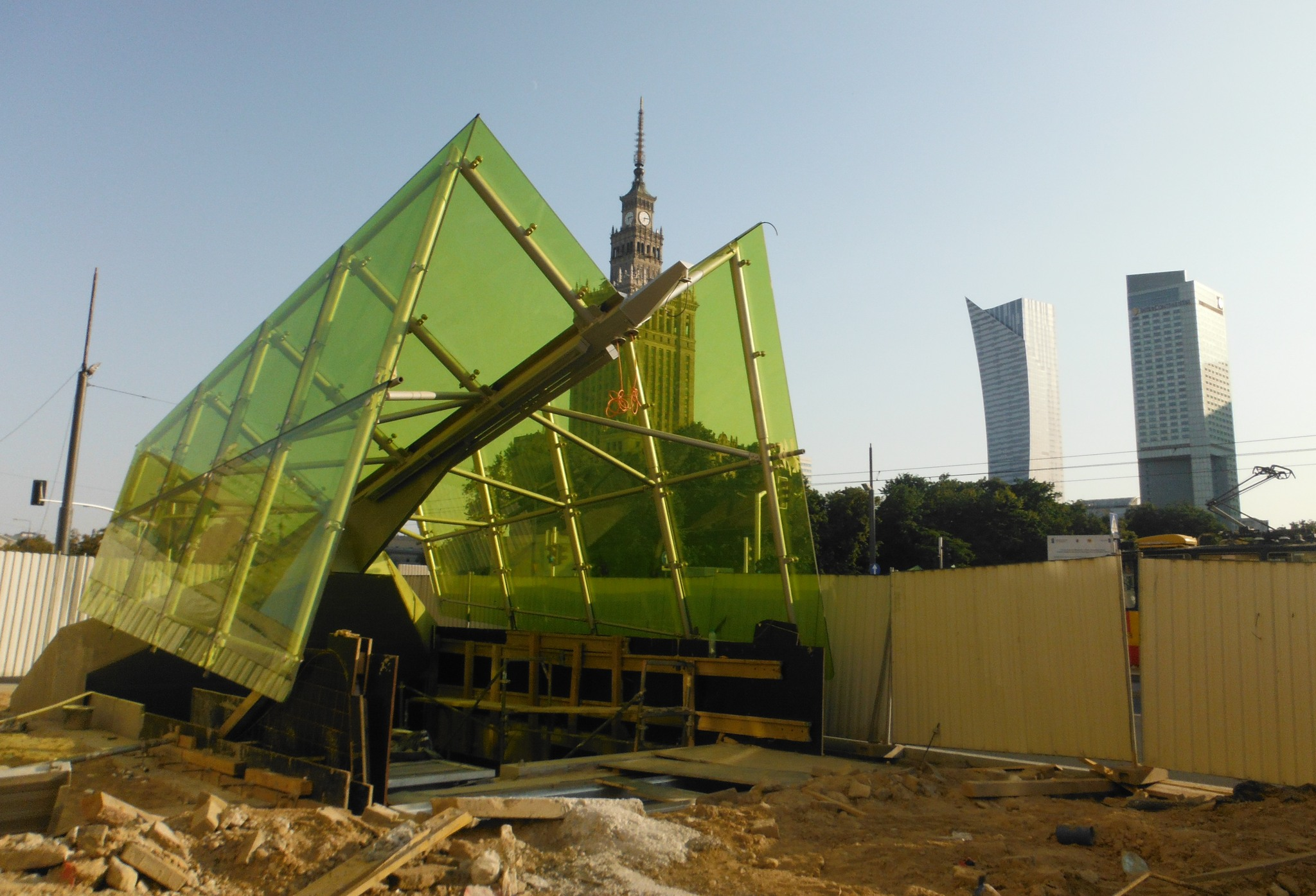
Wejście na stację linii M2 (2 sierpnia 2014)

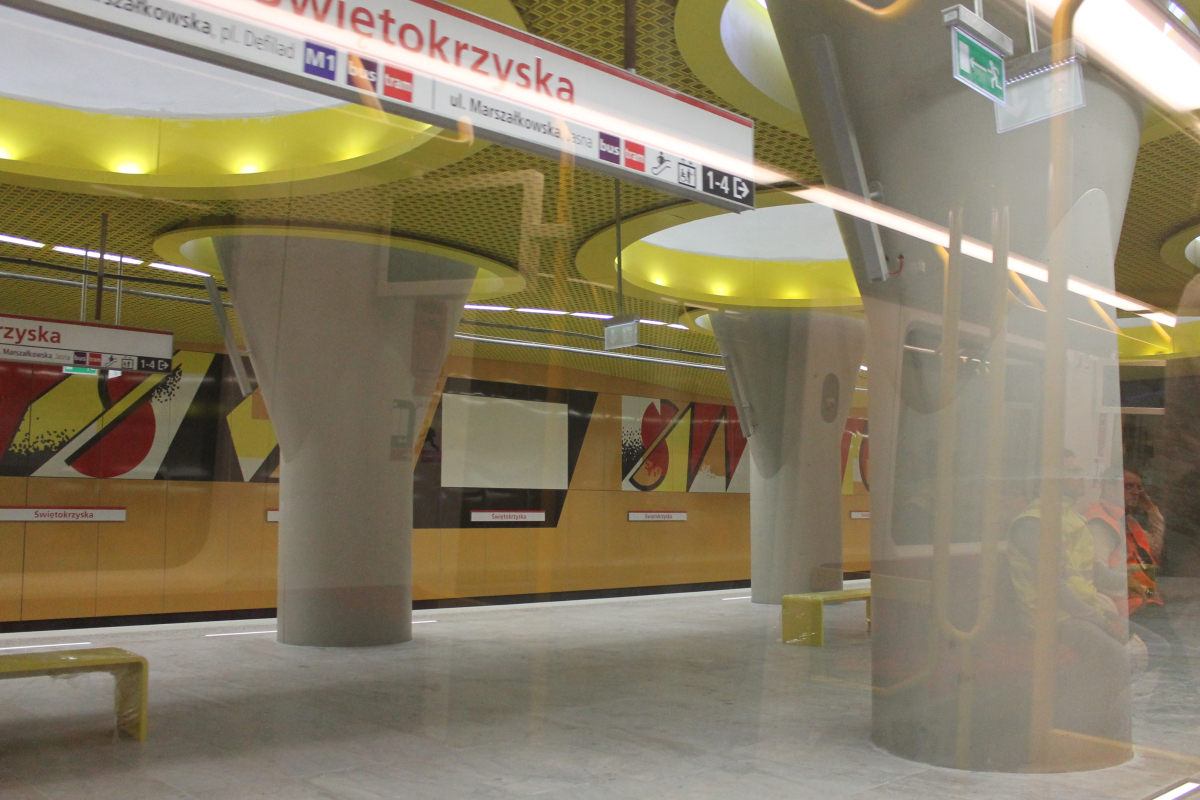
Peron stacji linii M2 w budowie (28 września 2014)

### Plany stacji linii M1
23 grudnia 1982 Rada Ministrów podjęła uchwałę nr 266/82 o budowie I linii metra w Warszawie. Na mocy dokumentu inwestycja została podzielona na trzy etapy i stacja znalazła się w etapie II obejmującym odcinek A11 Politechnika – A17 Dworzec Gdański, który miał zostać oddany do użytku w 1992. Określono również, że na tej stacji linia I biegnąca z południa na północ krzyżować się będzie z łączącą zachód ze wschodem linią II, której realizację planowano rozpocząć po 1990.
W 1983 zespół architektów Metroprojektu w składzie Jasna Strzałkowska-Ryszka, Jerzy Blancard, Lech Kłosiewicz i Andrzej Pańkowski działający w ramach Pracowni Sztuk Plastycznych opracował koncepcję architektoniczno-plastyczną wszystkich planowanych 23 stacji I linii zatytułowaną M′83. 16 grudnia 1983 uchwałą Rady Narodowej m.st. Warszawy planowanej stacji nadano oznaczenie A14 oraz nazwę Świętokrzyska. 13 grudnia 1985 na mocy uchwały Rady Ministrów nr 226/85 II etap budowy linii wydłużono do stacji A18 Plac Komuny Paryskiej oraz zmieniono jego termin oddania do eksploatacji na 1994.
W 1990 zespół architektów Metroprojektu w składzie Jasna Strzałkowska-Ryszka (główny projektant), Jerzy Blancard, Jan Beyga, Krystyna Jonak, Mariusz Gatner (architekci) oraz Ryszard Bojar i Jerzy Porębski (artyści plastycy) opracował koncepcję architektoniczno-plastyczną stacji śródmiejskich od stacji Politechnika do stacji Dworzec Gdański zatytułowaną M′90.
Podjęta w 1993 uchwała rządu nr 13/93 zawierała zaktualizowany harmonogram realizacji linii, w którym wyróżniono pięć etapów budowy. Stację przydzielono do etapu III obejmującego odcinek A13 Centrum – A15 Ratusz, którego uruchomienie zaplanowano na 1998. 17 czerwca 1996 Rada m.st. Warszawy podjęła uchwałę o kontynuacji budowy I linii metra od stacji A13 Centrum do stacji A23 Młociny, 8 października 1996 Zarząd m.st. Warszawy podjął uchwałę w sprawie zatwierdzenia harmonogramu budowy wymienionego odcinka, natomiast 27 października 1997 Rada zatwierdziła wieloletni plan inwestycyjny na lata 1997–2001 uwzględniający wysokość nakładów finansowych w poszczególnych latach.
Odcinek Centrum – Ratusz zaprojektowano na podstawie doświadczeń zebranych podczas budowy i eksploatacji uruchomionego dotychczas fragmentu linii. Zawarty w koncepcji M′90 projekt stacji Świętokrzyska nie został ostatecznie zrealizowany, gdyż zorganizowano przetarg na nowe projekty dwóch stacji budowanego odcinka. Głównym projektantem obiektu została Jasna Strzałkowska-Ryszka, za architekturę odpowiadała Krystyna Jonak, wystrój wnętrz opracowały Krystyna Jonak i Anna Jełowiecka-Krupa, natomiast konstrukcję zaprojektowali Ryszard Misiurek i Urszula Gawlewicz.

### Budowa i oddanie do użytku stacji linii M1
Wykonawcę stacji wyłoniono na drodze przetargu i zostało nim przedsiębiorstwo Hydrobudowa 6, natomiast zadanie wykonania tuneli szlakowych prowadzących do i ze stacji powierzono przedsiębiorstwom PRG Metro i PeBeKa Lubin. Według harmonogramu z października 1996 prace przygotowawcze do budowy stacji powinny rozpocząć się 1 lipca 1997, roboty konstrukcyjne na stacji oraz drążenie tuneli szlakowych miały ruszyć 1 października 1997, natomiast w 2000 stacja miała być gotowa i oddana do użytku.
12 kwietnia 1997 kupcy z pawilonów handlowych przy ul. Marszałkowskiej rozpoczęli protest. Domagali się oni otrzymania od zarządu miasta bez przetargu działki przy Al. Jerozolimskich, na której miałoby powstać dla nich centrum handlowe, a także proponowali zmianę nazwy stacji na Pawilony. Prace budowlane metra zostały wstrzymane gdy robotnicy dotarli do pawilonów, które zgodnie z planami powinny zostać opuszczone przez najemców do 31 marca i rozebrane do 30 czerwca. By ograniczyć opóźnienia w budowie do 3 miesięcy Metro Warszawskie zmieniło dotychczasowe plany, opracowało nową koncepcję i uzyskało zezwolenie na działania według tej koncepcji. Zadecydowano, że 1 września rozpoczną się prace przy wykonywaniu szybów startowych do budowy tuneli szlakowych do i ze stacji Świętokrzyska przy niewyburzonych pawilonach. 28 sierpnia handlarze urządzili na spornym terenie festyn pod hasłem „Witamy na stacji metra Pawilony”, podczas którego przedstawili swoje problemy, a także miały miejsce występy artystyczne. W połowie września natomiast rozpoczęto przygotowywanie terenu pod budowę stacji między ulicami Świętokrzyską i Królewską od przesadzenia i wycinki drzew.
W marcu 1998 kupcy zakończyli strajk, porozumieli się z miastem i przenieśli do pawilonów przy ul. Zielnej, po czym rozpoczęto drążenie tuneli szlakowych do stacji. Były to pierwsze tunele warszawskiego metra wykonane przez tarczę konstrukcji krajowej, a nie jak dotychczas radzieckiej. Maszyna wybudowała najpierw tunel zachodni o długości 280 m idąc na północ od stacji Centrum, a następnie została zdemontowana i wykonała tunel wschodni o tej samej długości w tym samym kierunku. W czerwcu 1998 natomiast położono kamień węgielny pod budowę stacji.
Biorąc pod uwagę lokalizację obiektu i warunki gruntowo-wodne przyjęto metodę odkrywkową z zabezpieczeniem ścian wykopu o głębokości 14 m ścianami szczelinowymi o grubości 80 cm. Zmiana metod budowy oraz zmiana technik i technologii sprawiły, że budowa była tańsza niż dotychczas. Stacja jest pierwszą stacją kompaktową, która została skrócona z około 300 m w przybliżeniu o połowę przy jednoczesnym zachowaniu wszystkich funkcjonalności.
8 września 1998 przy drążeniu tunelu wschodniego między stacjami Świętokrzyska i Ratusz w okolicach skrzyżowania ul. Marszałkowskiej z ul. Królewską na głębokości 15 m doszło do zawalenia się przodka tarczy, w wyniku czego dwóch górników zostało rannych i trafiło do szpitala, a trzeci zmarł mimo prowadzonej po wydobyciu go na powierzchnię akcji reanimacyjnej. Był to pierwszy śmiertelny wypadek przy budowie warszawskiego metra. Prace po nim wstrzymano na trzy miesiące. 6 stycznia 2000 górnicy połączyli stację z przystankiem Ratusz tunelem zachodnim. 1 marca 2000 na głębokości 5 m pod asfaltową jezdnią na wysokości budynku PAST-y pracownicy drążący boczny korytarz pod ul. Zielną natrafili na bombę lotniczą z czasów II wojny światowej. W opinii saperów, którzy zabezpieczyli pocisk, eksplozja ważącego 800 kg niewypału o długości 1,5 m i średnicy 70 cm byłaby w stanie zniszczyć całą budowaną stację. W październiku 2000 zakończono budowę stacji.
Na początku stycznia 2001 poinformowano o 6-tygodniowym opóźnieniu inwestycji oraz zmieniono planowany termin otwarcia nowych dwóch stacji z 1 kwietnia na 15 maja. Pod koniec marca 2001 stacja była całkowicie wykończona, miały miejsce przejazdy techniczne i oczekiwano na końcowy odbiór stacji Ratusz. 28 marca 2001 dyrektor metra Bohdan Zuń jako datę otwarcia stacji podał 11 maja 2001. Tego dnia stacja Świętokrzyska została oddana do użytku wraz ze stacją Ratusz. O godz. 12:00 podczas oficjalnego otwarcia prezydent Polski Aleksander Kwaśniewski i prezydent Warszawy Paweł Piskorski przecięli wstęgę, a prymas Polski Józef Glemp poświęcił stację, natomiast około godz. 14:00 stacje były dostępne dla pasażerów.

### Projekt stacji linii M2
W 1982 stację Świętokrzyska planowanej wówczas I linii warszawskiego metra wybrano jako stację przesiadkową na linię II. Stacja linii M2 oraz jej połączenie z linią M1 zostało uwzględnione na etapie projektowania w latach 90. i budowy w latach 1998–2000 stacji I nitki. Planowany wtedy przystanek II linii nazwano Marszałkowska.
Projekt koncepcyjny centralnego odcinka II linii, w tym stacji, został opracowany we wrześniu 2008. Projektantem generalnym jest Andrzej Chołdzyński, z którym współpracowali inni architekci. Autorem opracowania graficznego jest Wojciech Fangor, natomiast projekt branż technicznych opracował Metroprojekt. W projekcie tym stacja otrzymała oznaczenie S9.
28 października 2009 wykonawcą stacji, będącej elementem centralnego odcinka II linii metra, zostało konsorcjum AGP Metro Polska. Dla budowy stacji wybrano metodę odkrywkową tzw. podstropową. Termin realizacji inwestycji określono wtedy na październik 2013. 24 listopada 2009 wykonawca powierzył biuru projektowemu ILF Consulting Engineers Polska realizację projektu budowlanego i wykonawczego stacji.
1 lutego 2010 stacji nadano robocze oznaczenie C11 i nazwę Świętokrzyska.

### Budowa stacji linii M2
14 stycznia 2011 Metro Warszawskie złożyło do Wojewody Mazowieckiego wniosek o pozwolenie na budowę stacji, które zostało wydane 26 maja 2011.
11 czerwca 2011 zamknięto ul. Świętokrzyską na odcinku od ronda ONZ do skrzyżowania z ul. Jasną oraz rozpoczęto prace przygotowawcze do budowy stacji. Do lipca 2011 trwało przygotowywanie zaplecza budowy i inwentaryzacja infrastruktury podziemnej wchodzącej w kolizję z korpusem stacji. W lipcu także rozpoczęto przygotowywanie budowy murków prowadzących i ścian szczelinowych po wschodniej stronie obiektu. W kwietniu 2012 rozpoczęto montaż tychże murków i ścian.
W okresie od 2 maja do 16 września 2012 zamknięto ul. Marszałkowską w rejonie skrzyżowania z ul. Świętokrzyską. W związku z budową przejścia podziemnego mającego połączyć nowo budowaną stację z przystankiem na I linii w dniach 17 i 18 marca 2012 pociągi na odcinku Centrum – Ratusz Arsenał jeździły wahadłowo, natomiast na przełomie marca i kwietnia ruch na tym odcinku wstrzymano, dotychczas istniejącą stację zamknięto i uruchomiono naziemną komunikację zastępczą. Utrudnienia miały potrwać od 21 marca do 9 kwietnia, ale ze względu na wcześniejsze ukończenie prac ruch na całej I linii przywrócono 6 kwietnia. Podczas analizy zapisów monitoringu z budowy II linii metra zauważono niewielkie odkształcenia w zachodnim tunelu I linii metra, w związku z czym konieczna była szczegółowa ocena zjawiska i ewentualne dokonanie napraw nieszczelności. 26 i 27 maja 2012 ponownie zamknięto stację Świętokrzyska, uruchomiono pociągi wahadłowe i komunikację zastępczą oraz wykonano niezbędne prace.
4 czerwca 2012 na terenie budowy stacji odkryto 50-centymetrowy pocisk, po którego wywiezieniu z placu budowy przez patrol saperski wznowiono prace. 19 września 2012 miało miejsce rozszczelnienie sieci wodociągowej, w związku z którym woda wylała się na ul. Marszałkowską i chodnik sąsiadujący z budową metra. Woda spłynęła do kanalizacji, a ruch samochodowy i tramwajowy nie zostały wstrzymane. 5 października 2012 podczas wykonywania wykopu podstropowego awarii uległ wodociąg w pobliżu budynku przy ul. Świętokrzyskiej 20. Wyciekająca woda dostała się do wnętrza konstrukcji budowanej stacji, w związku z czym mieszkańcy pobliskiego budynku zostali ewakuowani. Od 16 do 23 listopada 2012 zamknięta była wschodnia jezdnia ul. Marszałkowskiej, co było związane z koniecznością wykonania dodatkowego wzmocnienia ścian szczelinowych nowo budowanej stacji.
W październiku 2011 Komisja ds. Nazewnictwa Miejskiego zdecydowała o zmianie nazwy stacji I linii na Świętokrzyska Pasta. Ostatecznie w styczniu 2013 komisja zmieniła zdanie i odstąpiła od tego pomysłu, a 7 marca 2013 Rada m.st. Warszawy nadała nazwę Świętokrzyska również nowej stacji. 7 maja 2013 termin realizacji inwestycji przesunięto z IV kwartału 2013 na 30 września 2014.
W dniach 11–14 maja 2013 tarcza TBM Maria wykonała 50-metrowy odcinek tunelu północnego II linii przechodzącego 3 m pod tunelami I linii, natomiast 30 maja i 1 czerwca tarcza Anna wydrążyła tunel południowy.
29 czerwca 2013, w związku z realizacją prac przy połączeniu stacji I i II linii, zamknięto stacje I linii Centrum i Świętokrzyska. Pociągi metra kursowały na odcinkach Kabaty – Politechnika oraz Ratusz Arsenał – Młociny, a dodatkowo uruchomiono zastępczą komunikację autobusową i tramwajową. Utrudnienia miały potrwać do 30 sierpnia 2013, jednak ze względu na wcześniejsze ukończenie prac zakończyły się one 23 sierpnia.
We wrześniu 2013 kontynuowano prace przy wejściach na stację oraz kończono prace przy kolejnych sekcjach stropu górnego i stropów pośrednich. Od października 2013 do marca 2014 m.in. murowano ściany na poziomach -1 i -2, prowadzono prace konstrukcyjne w łączniku międzyperonowym oraz wykonywano roboty związane z instalacjami podziemnymi. W kwietniu 2014 rozpoczęto wykonywanie prac wykończeniowych polegających m.in. na montażu posadzek i okładzin kamiennych, schodów ruchomych i wind oraz wykonywaniu tynku akustycznego na stropie nad peronem, które trwały do września 2014. Na początku maja 2014 powstała docelowa nawierzchnia ul. Marszałkowskiej.
27 lipca 2014 w ramach Dni Otwartych zorganizowano zwiedzanie budowy stacji. W 2021 jedno z wejść na stację wkomponowano w wieżowiec Central Point, a w 2023 rozpoczęto wymianę pierwotnego zadaszenia w kształcie niebieskiej tuby nad wejściem w zbiegu ulic Marszałkowskiej i Świętokrzyskiej na nową konstrukcję w kształcie litery „M”.

### Odbiory i otwarcie stacji linii M2
30 września 2014 wykonawca centralnego odcinka II linii metra zgłosił inwestycję do odbiorów technicznych.
9 listopada 2014 miał miejsce Dzień Otwarty Metra, w ramach którego zwiedzający mogli zobaczyć wszystkie stacje centralnego odcinka linii M2, w tym stację Świętokrzyska.
W drugiej połowie grudnia 2014 obiekt został odebrany przez straż pożarną, a 20 lutego 2015 Wojewódzki Inspektorat Nadzoru Budowlanego wydał pozwolenie na użytkowanie stacji.
8 marca 2015 o godz. 9:30 stacja została uruchomiona wraz z całym centralnym odcinkiem linii metra M2.

## Lokalizacja

### Położenie

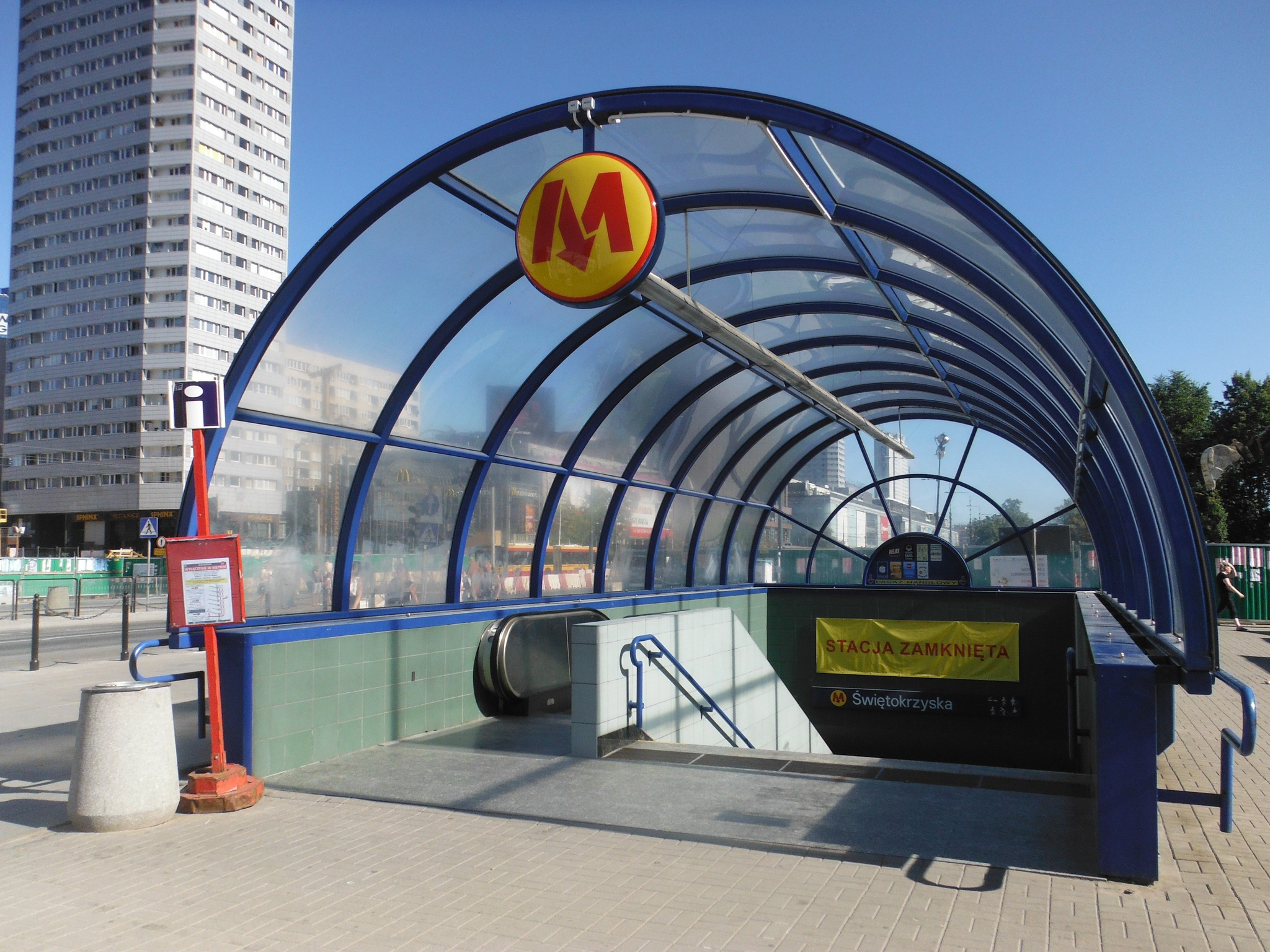
Wejście na stację linii M1

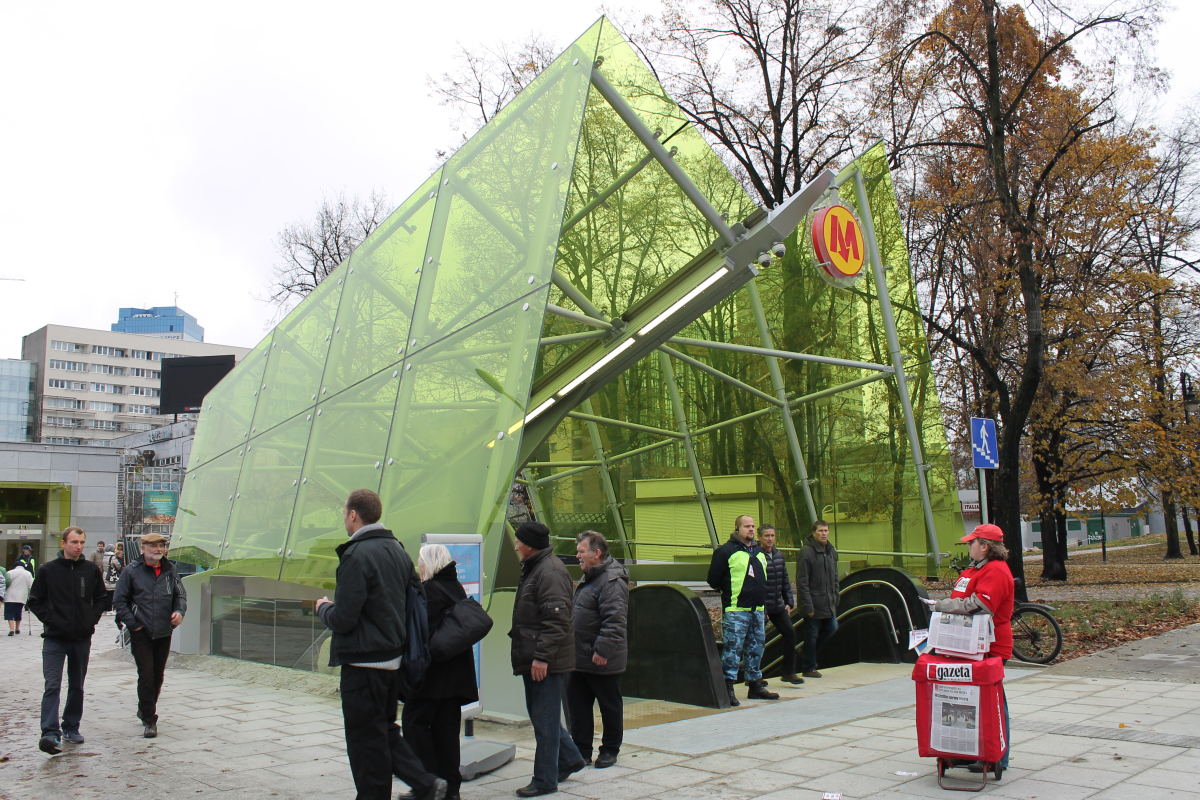
Wejście na stację linii M2

Stacja Świętokrzyska jest zlokalizowana w dzielnicy Śródmieście, pod skrzyżowaniem ulic Marszałkowskiej i Świętokrzyskiej. Peron stacji I linii zlokalizowany jest pod północno-zachodnim narożnikiem tego skrzyżowania na głębokości około 12 m, natomiast peron stacji II nitki leży wzdłuż ulicy Świętokrzyskiej pod skrzyżowaniem na głębokości 19 m.
Na pierwszą stację prowadziły 3 wejścia ulokowane na północno-zachodnim skrzyżowaniu Marszałkowskiej ze Świętokrzyską – dwa bezpośrednio przy skrzyżowaniu wzdłuż ulic i trzecie prowadzące na ul. Zielną, natomiast w ramach budowy stacji II linii powstało kolejnych 6 wejść – po dwa w obydwu narożnikach wschodnich oraz w narożniku południowo-zachodnim skrzyżowania ulic, z których 4 wyposażono w schody ruchome. Na obiekt z poziomu gruntu prowadzą łącznie 4 szyby windowe. Na wspólną antresolę prowadzić miały również wejścia z przystanków tramwajowych, jednak pod koniec 2010 usunięto je z projektu ze względu na ich niezgodność z planem zagospodarowania przestrzennego.
Stacja A14 Świętokrzyska znajduje się 577 m za stacją A13 Centrum oraz 1128 m przed stacją A15 Ratusz Arsenał. Stacja C11 Świętokrzyska natomiast jest umiejscowiona 787 m za stacją C10 Rondo ONZ oraz 557 m przed stacją C12 Nowy Świat-Uniwersytet.

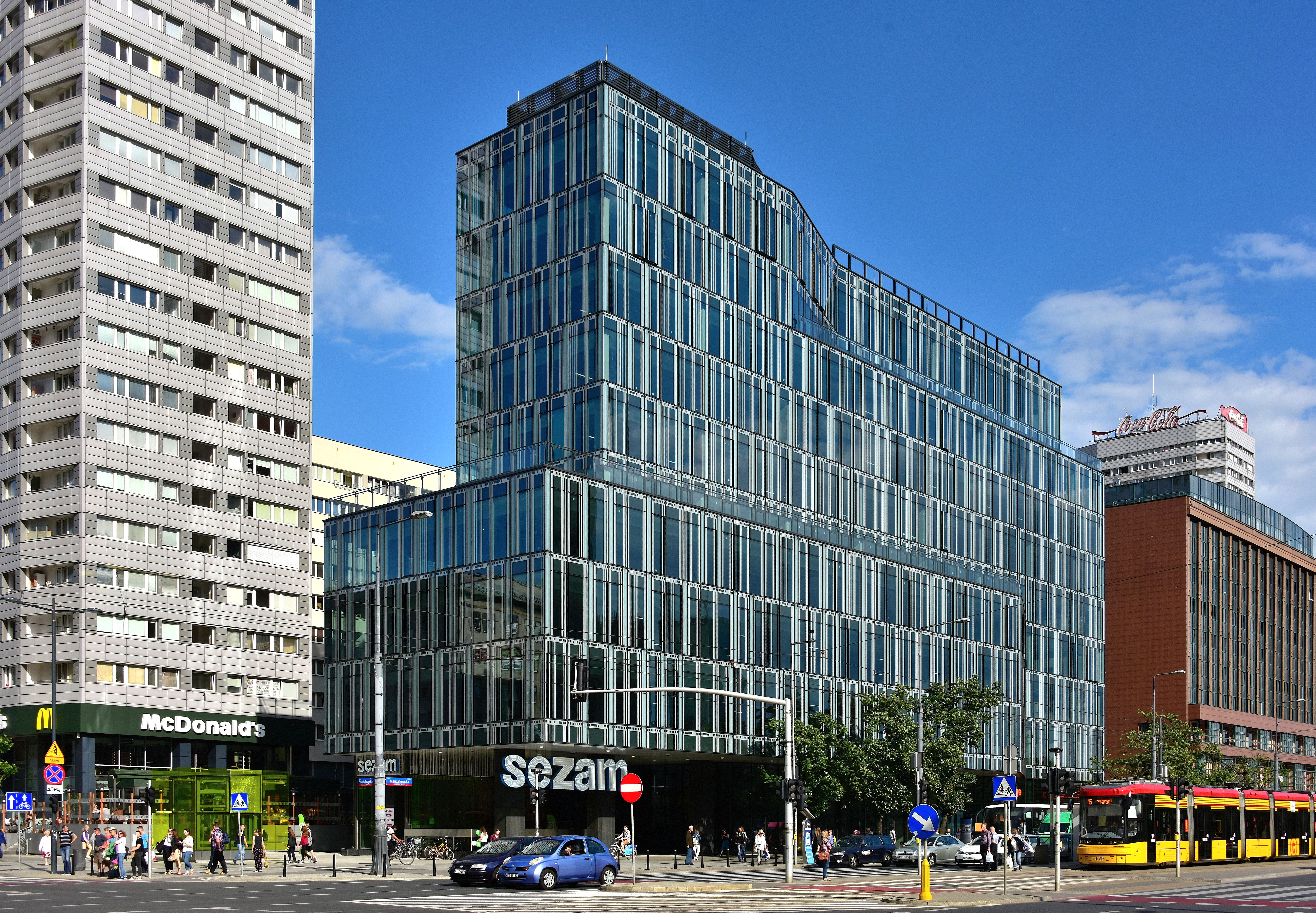
Ukończony w 2018 budynek biurowy Centrum Marszałkowska, zintegrowany ze stacją metra

### Połączenia komunikacyjne
W okolicach stacji zlokalizowana jest grupa przystanków komunikacji miejskiej Metro Świętokrzyska. Jeden przystanek autobusowy znajduje się po zachodniej stronie ul. Marszałkowskiej w pobliżu północnego wyjścia ze stacji metra I linii, a dwa kolejne po obydwu stronach ul. Świętokrzyskiej w pobliżu południowego krańca stacji I linii i zachodniego krańca stacji II linii. Dwa przystanki tramwajowe zlokalizowane są na wysepkach po obydwu stronach ul. Świętokrzyskiej.
Na południowo-wschodnim narożniku skrzyżowania ul. Świętokrzyskiej z ul. Marszałkowską oraz przy północnym wyjściu ze stacji metra zlokalizowane są stacje Veturilo.

## Wygląd

### Stacja linii M1

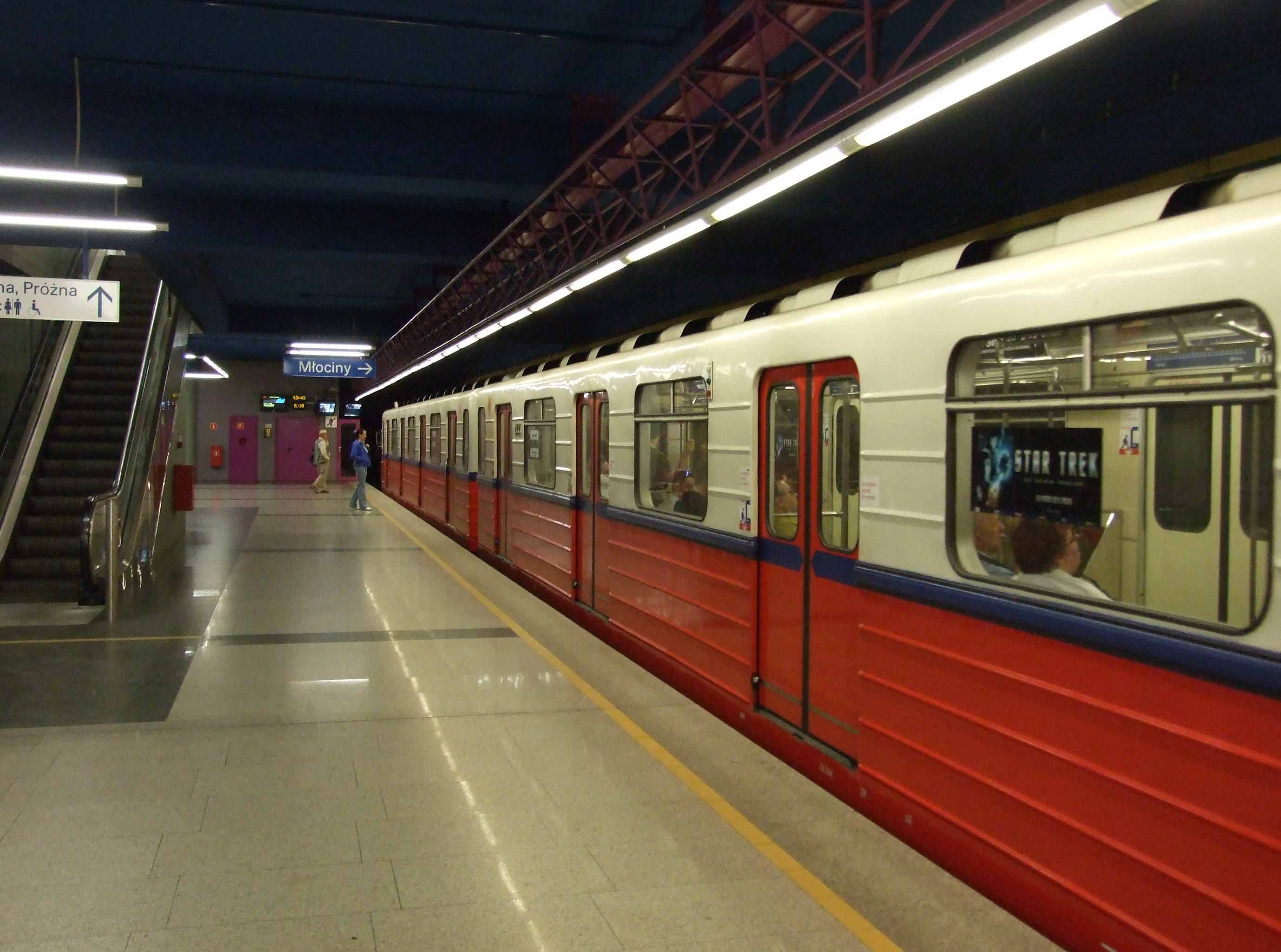
Pociąg serii 81 przy peronie linii M1

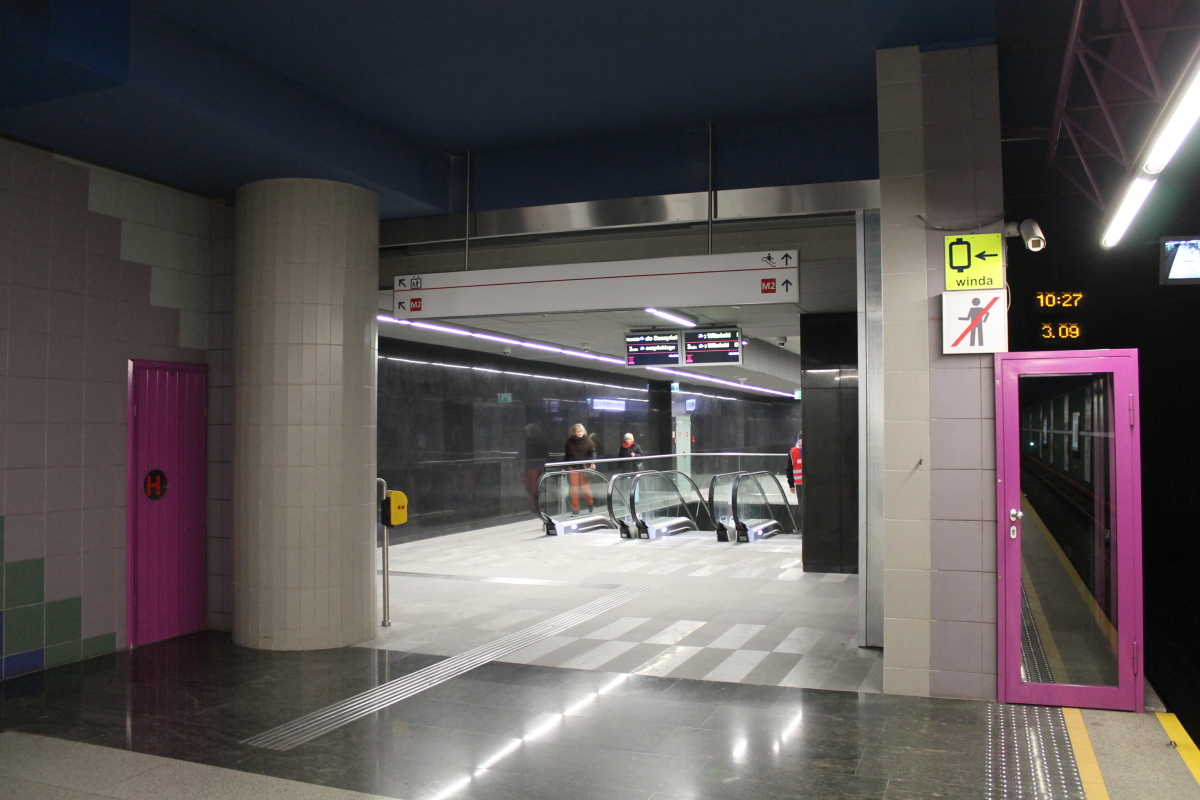
Wejście do łącznika prowadzącego na peron linii M2

Stacja jest pierwszą, która została skrócona względem poprzednich przystanków. Ma długość 156 m i szerokość 20,1 m. Jej kubatura wynosi 46 500 m³, natomiast całkowita powierzchnia użytkowa 7283 m².
Obiekt zaprojektowano jako trzypoziomowy. Poziom -1 stanowi antresola, na której znajdują się pomieszczenia technologiczne, dwie hale odpraw oraz tereny ogólnodostępne, na które składają się przejścia podziemne, pasaż handlowy i toalety. 2 grudnia 2011 na stacji otwarto kącik do przewijania dzieci. W środkowej części galerii handlowej ulokowano także Punkt Obsługi Pasażerów ZTM, który jest dostosowany do obsługi osób niewidomych, niedowidzących oraz niepełnosprawnych ruchowo i umysłowo. Na poziomie -2 znajduje się część pomieszczeń technologicznych oraz wysoka na 4 m hala peronowa. Peron ma 120 m długości, 12 m szerokości i jest połączony z każdą z dwóch hal odpraw ciągiem schodów stałych i ruchomych, które ze względu na skrócenie obiektu przesunięto do wewnątrz platformy. Dodatkowo po stronie południowej znajduje się winda łącząca peron z halą odpraw i poziomem terenu. Poziom -3 to podperonie o wysokości 190 cm, w którym znajduje się kablownia, maszynownia windy i pomieszczenia technologiczne.
Podstawą wystroju wnętrz jest wyeksponowanie kolorystyczne i oświetleniowe przestrzeni w obrębie peronu. Stacja utrzymana jest w tonacji zielono-niebiesko-wrzosowej. Posadzka, okładziny słupów i poprzeczne podciągi wykonano w kolorach przewodnich, natomiast ściany zatorowe i betonowe podbudowy torowiska pomalowano farbami do betonów w ciemniejszych odcieniach tych barw. Oświetlenie peronu stanowią oprawy świetlówkowe biegnące w rzędach nad krawędziami peronu oraz lampy ułożone w kwadrat wokół słupów biegnących w jednym rzędzie na środku platformy. Na peronie znajdują się ławki wykonane z blachy perforowanej pomalowanej na kolor wrzosowy.
Na stacji zastosowano system informacji wizualnej zaprojektowany w latach 80. przez Ryszarda Bojara i Romana Duszka. Składa się on m.in. z pasa z nazwą stacji ciągnącego się przez całą długość ścian zatorowych oraz dużych tablic z kierunkami jazdy. Kolorem przewodnim jest niebieski, czyli barwa I linii, natomiast napisy są białe. W grudniu 2014 na dotychczasowe tablice przyklejono naklejki upodabniające system do grafik zastosowanych na II linii. System dla linii M2 został zaprojektowany przez ILF Polska i wyróżnia się podświetleniem tablic, białym tłem oraz napisami i cienkimi paskami nad nimi w kolorze danej linii. Dodatkowo numerowane są wejścia na stację oraz wskazywane przesiadki na inne środki transportu miejskiego.
W połowie maja 2015 ZTM ogłosił przetarg na wykonanie na stacji linii prowadzących dla niewidomych i niedowidzących, które  wyznaczają trasę wolną od przeszkód. Oznaczenia powstały w 2015.

### Stacja linii M2

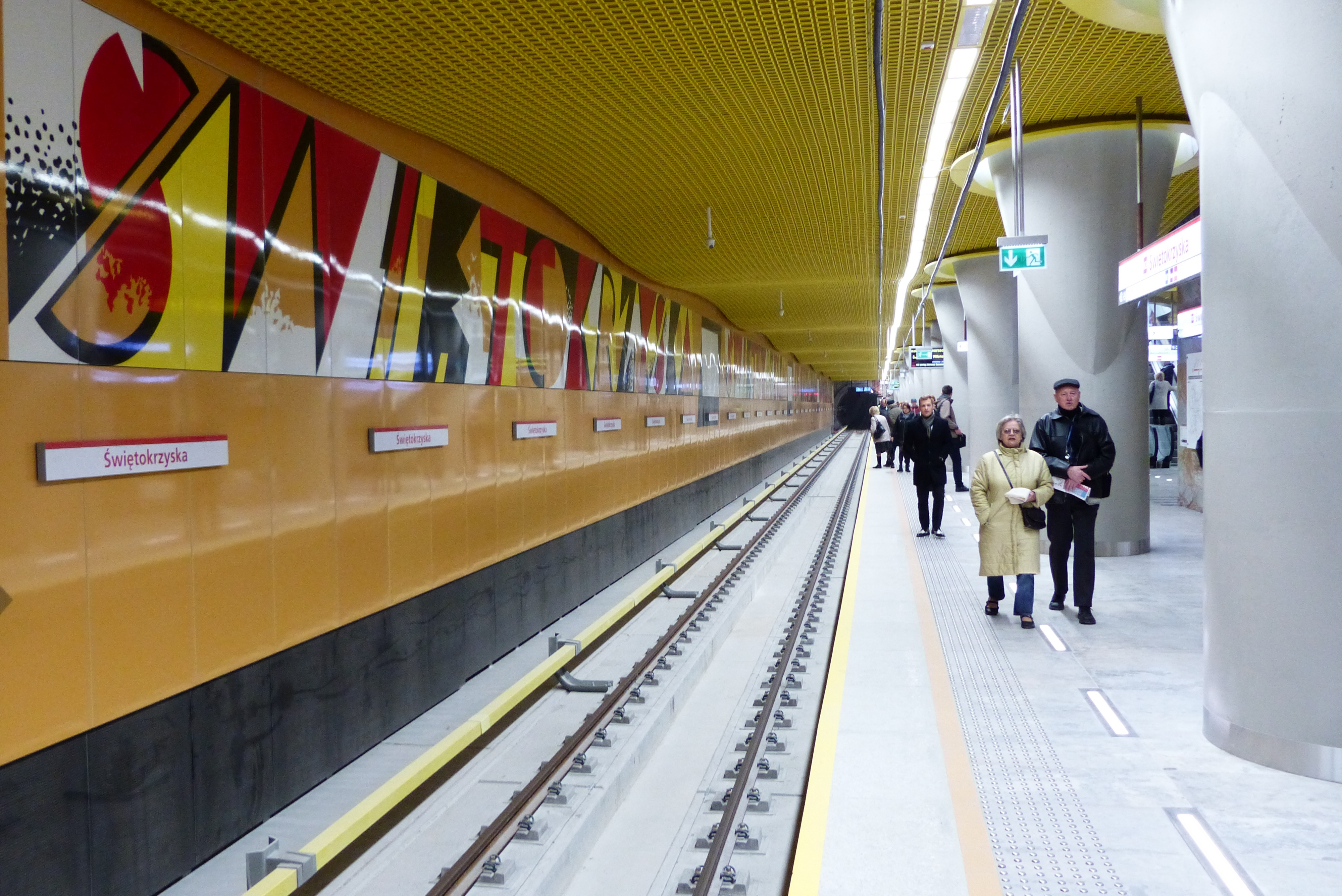
Peron linii M2

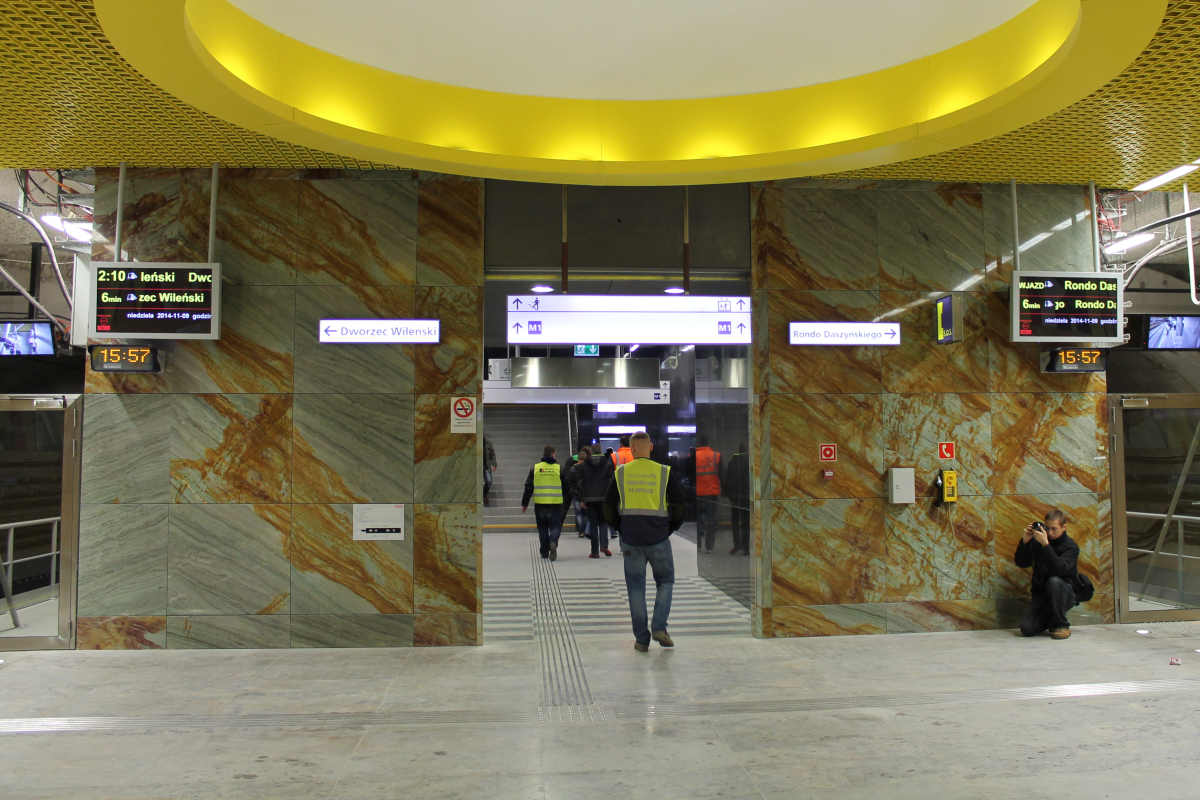
Wejście do łącznika prowadzącego na peron linii M1

Korpus obiektu ma długość 135 m i maksymalną szerokość 27 m. Łączna kubatura wynosi 85 343 m³, natomiast powierzchnia całkowita 15 942 m². Stację zaprojektowano jako czteropoziomową. Poziom -1 znajdujący się 7 m poniżej poziomu gruntu stanowi antresola, poziom -2 to pomieszczenia technologiczne, na poziomie -3 wykonano wysoką na 4 m halę peronową, natomiast najniższy poziom stanowi podperonie o wysokości 2 m.
Kolorem przewodnim stacji II linii jest żółty. Utrzymane są w nim wykonane ze szkła hartowanego zadaszenia wejść w kształcie motyla, sufit podwieszony nad peronem w postaci aluminiowych kubików ułożonych w falę, a także panele zatorowe z grafikami Wojciecha Fangora wykonane w technice emalii na blasze. Na peronie o długości 127 m i szerokości 12 m znajdują się 34 kolumny o budowie kielichowej ustawione w dwóch rzędach. Na platformę prowadzą dwa szyby ze schodami ruchomymi obudowane półkulistą konstrukcją z mlecznych paneli z nieregularnie rozmieszczonymi źródłami światła.
Ściany antresoli wyłożono czarnym bazaltem i mlecznymi podświetlanymi panelami, kolumny i sufity wykończono betonem architektonicznym, natomiast na suficie umieszczono chropowate pasy służące odpowiedniemu rozprowadzaniu dźwięków. W pawilonie handlowym na poziomie -1 po wschodniej stronie stacji umieszczono Punkt Obsługi Pasażerów ZTM. Utrzymany jest on w szaro-czerwonej kolorystyce z elementami czerni i posiada dwa stanowiska, z których jedno ma obniżony blat i jest dostosowane do obsługi osób poruszających się na wózkach inwalidzkich. W punkcie jest również dostępny tłumacz języka migowego. Na trzech ścianach antresoli stacji natomiast zamontowano galerię multimedialną składającą się z trzech ekranów o wysokości 2,7 m każdy oraz długościach 22,5, 29, i 31,7 m. Wykonane są one z diod o wymiarach 6 × 6 mm i są wykorzystywane do celów artystycznych. Od 7 kwietnia prezentowana jest na nich animacja przygotowana z okazji 20. rocznicy uruchomienia linii M1.
Windy zamontowane na stacji jako jedyne dźwigi na centralnym odcinku II linii metra zostały wyposażone w czytniki, które pozwolą obsłudze stacji dostać się bezpośrednio na poziom techniczny niedostępny dla pasażerów.
Od początku funkcjonowania linii M2 pasażerowie zwracali uwagę na błędy w zastosowanym na niej systemie informacji oraz na niewystarczające oznaczenie przesiadki z linii M2 na linię M1 na nowej stacji Świętokrzyska, w związku z czym w połowie marca 2015 ZTM Warszawa zapowiedział audyt informacji na całej linii. Został on ukończony pod koniec kwietnia 2015 i zapowiedziane zostały zmiany w kilkudziesięciu elementach, które ich wymagają.

### Węzeł przesiadkowy

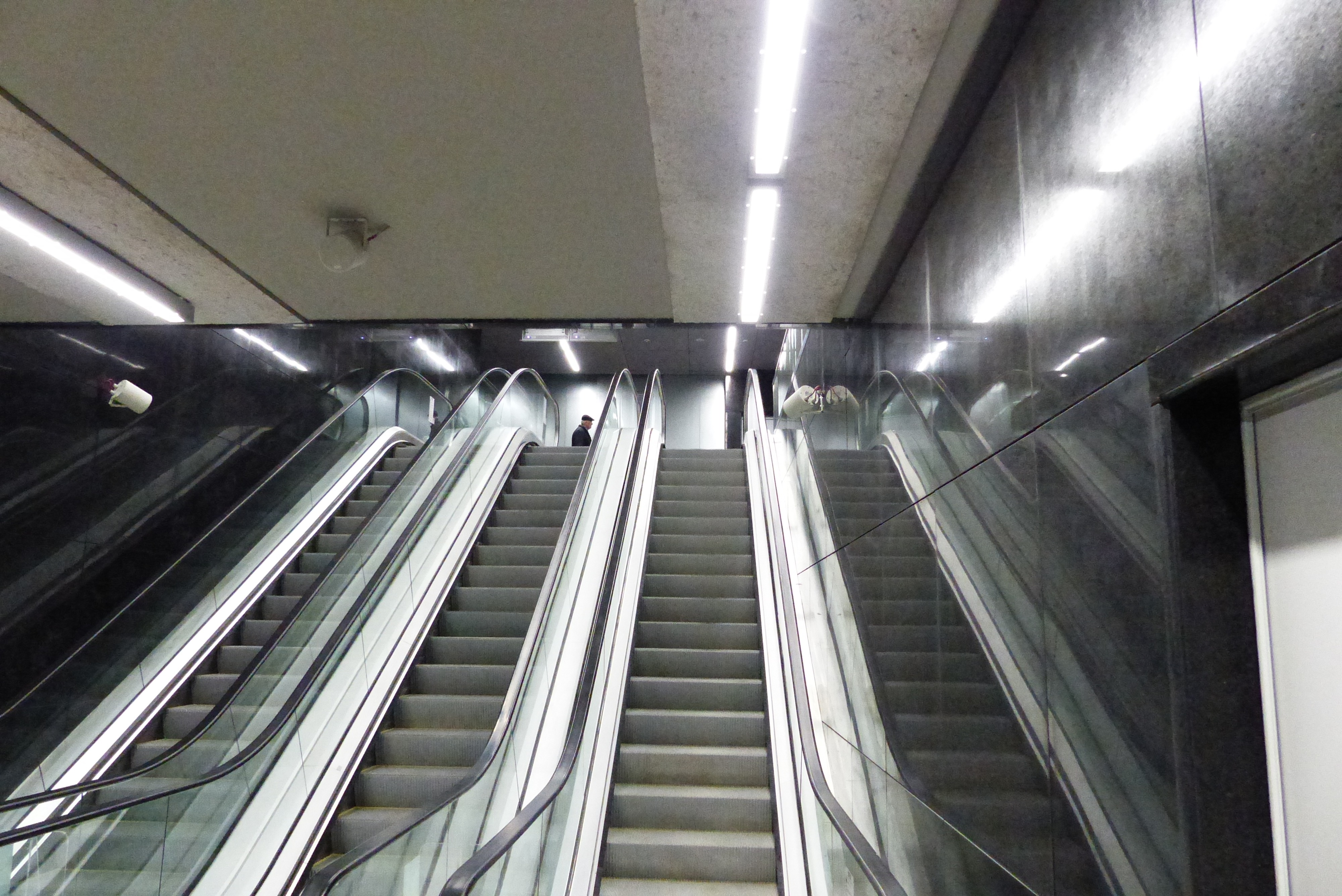
Ciągi schodów ruchomych w łączniku

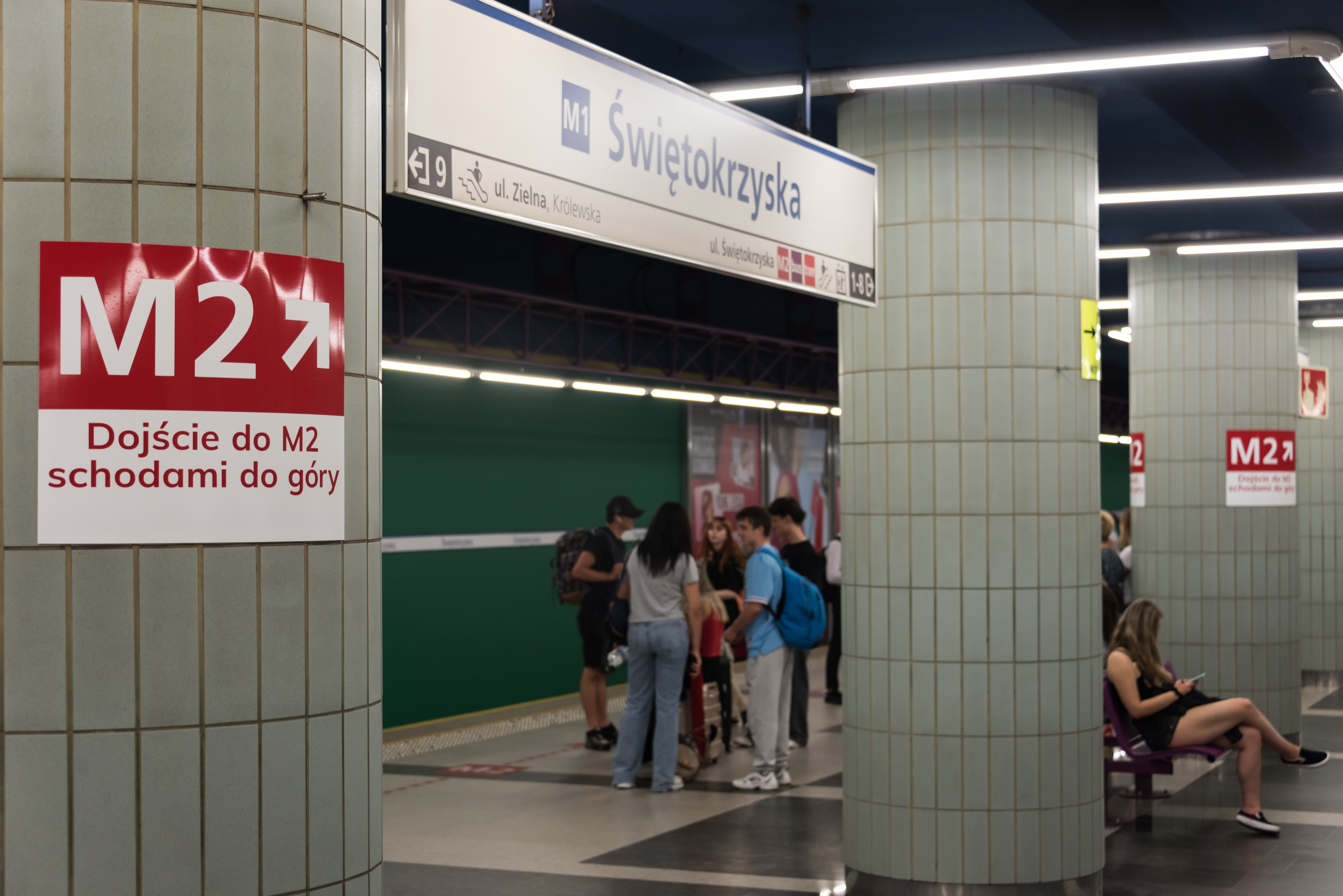
Oznakowanie pionowe informujące pasażerów o korzystaniu z antresoli przy przesiadaniu się z linii M1 na M2

Przesiadki pomiędzy liniami są realizowane na dwóch poziomach – na poziomie wspólnej antresoli oraz na poziomie peronów.
Korytarz przesiadkowy łączy południowy kraniec peronu pierwszej linii z końcem zachodnim peronu drugiej linii. Peron M1 połączony jest trzema biegami schodów ruchomych z płytą poziomu pośredniego usytuowaną między krzyżującymi się tunelami dwóch linii, z niej natomiast na peron linii M2 prowadzą schody stałe znajdujące się pod wschodnim tunelem I nitki. Schody te umożliwiają komunikację pomiędzy peronami obu linii bez opuszczania strefy biletowej i przekraczania hal odpraw. W łączniku znajduje się również winda prowadząca z poziomu peronu II linii na poziom antresoli.
W listopadzie 2022 roku z łącznika między stacjami korzystało przeciętnie 60 tys. osób dziennie, co zaczęło wywoływać obawy o ich bezpieczeństwo w przypadku wystąpienia sytuacji kryzysowej. Na peronie pierwszej linii wprowadzono wtedy oznakowania, mające zachęcać pasażerów do wjeżdżania na antresolę i następnie zjeżdżania na peron drugiej linii schodami ruchomymi (a tym samym niekorzystania z łącznika).

## Liczba pasażerów

### Stacja linii M1

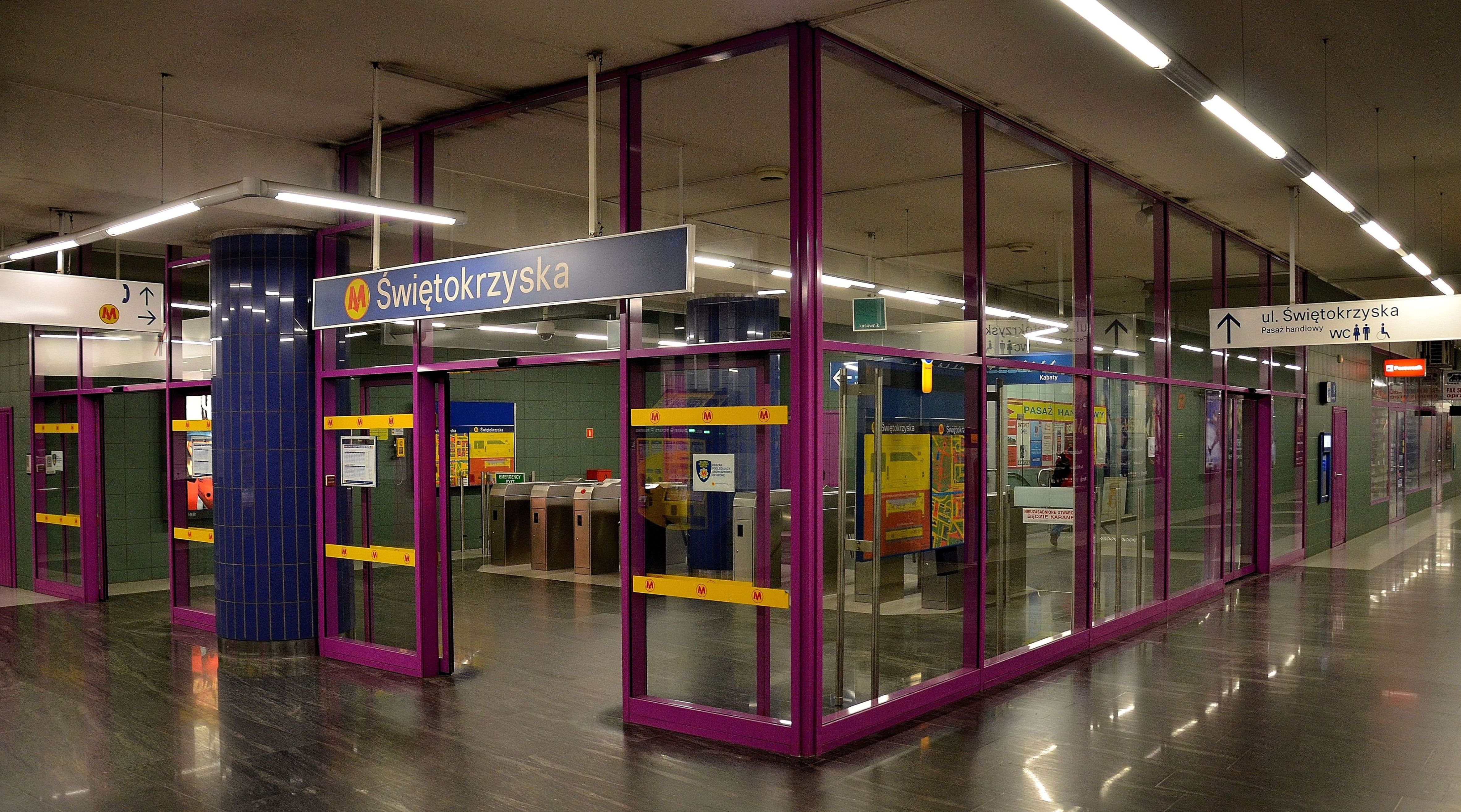
Północna hala odpraw stacji linii M1

Roczna liczba pasażerów korzystających ze stacji linii M1 od 3,59 mln w 2004 wzrastała w tempie wynoszącym około 600–800 tys. rocznie do 2009, kiedy to osiągnęła najwyższą wartość w historii na poziomie 6,98 mln. Od tamtego momentu liczba podróżnych na tej stacji z roku na rok malała, a w 2013 i 2014 utrzymała się na poziomie nieco powyżej 4 mln. W 2015 szacunkowa liczba pasażerów, która skorzystała ze stacji Świętokrzyska na linii M1, osiągnęła rekordową wartość prawie 12 mln.

### Stacja linii M2

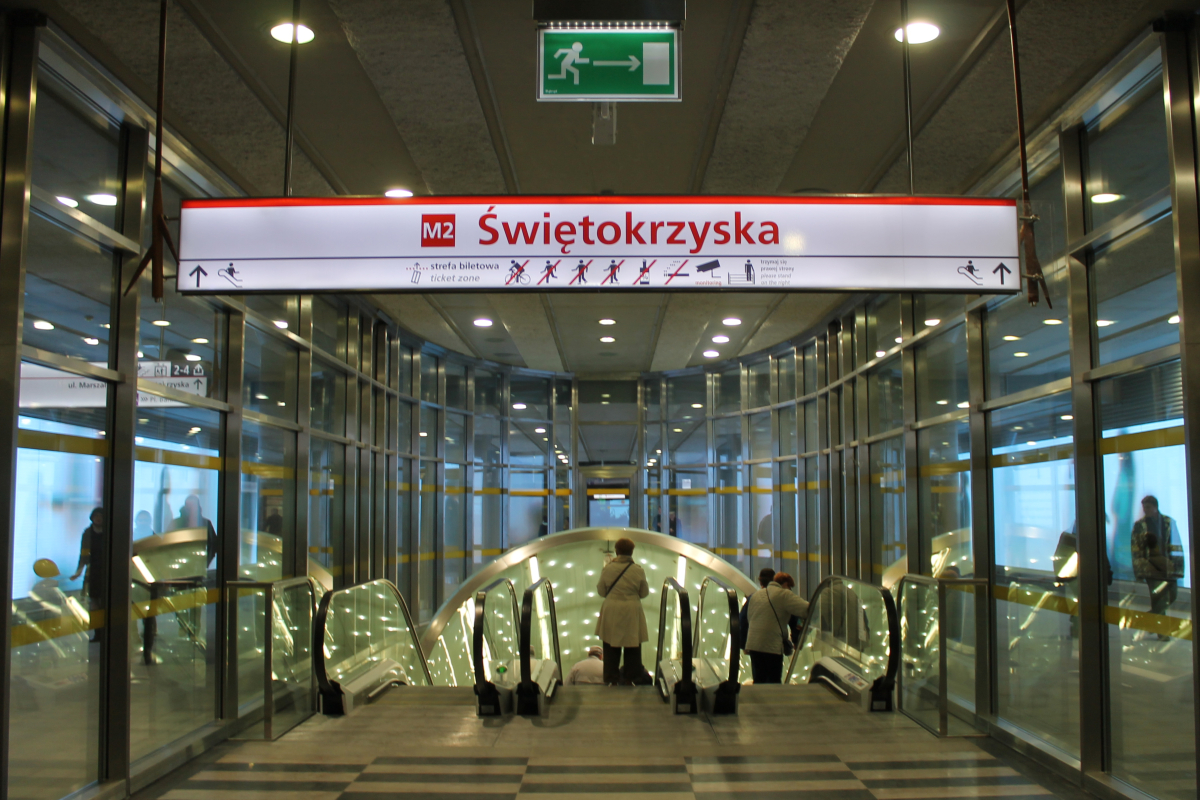
Zachodnia hala odpraw stacji linii M2

8 marca 2015, w dniu uruchomienia linii M2, przejazdy nią były bezpłatne i liczbę pasażerów, którzy w ciągu tego niepełnego dnia eksploatacji skorzystali ze wszystkich stacji razem, oszacowano na około 233 tys. W kolejnych dniach użytkowania dokonano pomiarów na każdej ze stacji z osobna i według danych z liczników bramek biletowych stacja była drugim najpopularniejszym przystankiem na całej linii.
Pod koniec maja 2015, po niespełna trzech miesiącach eksploatacji, liczba pasażerów na linii M2 ustabilizowała się. W ostatnim tygodniu maja 2015 zanotowano wzrost przewozów związany z finałem Ligi Europy, który rozegrano 27 maja na Stadionie Narodowym. Na początku czerwca 2015 stacja była drugą lub trzecią pod względem popularności stacją na zmianę z przystankiem Rondo Daszyńskiego. Liczba podróżnych przesiadających się między peronami obydwu linii na stacji Świętokrzyska zazwyczaj kształtuje się na poziomie 33–36 tys. osób, natomiast największą wartość wynoszącą prawie 42 tys. odnotowano 21 maja 2015.
W 2015 ze stacji Świętokrzyska na linii M2 skorzystało szacunkowo 8,82 mln pasażerów.